# Йизбице (Наход)
Йизбице (чеш. Jizbice) — деревня в районе Наход, является частью города Наход в Краловеградецком крае, находится в 3 км в юго-восточном направлении от города Наход.

## История
Деревня возникла, вероятно, в конце XI или начале XII века. Первым упоминанием был устав о покупке находского поместья с прилегающими селами от 14 января 1415. Деревня расположена на высоте 550 метров. Название деревни Йизбице возникло из-за формы Jistbice, Isbice (jistba = světnice (маяк)). С 1848 года Йизбице была независимой деревней, в 1985 году произошло слияние с городом Наход.